# Спурий Вергиний Трикост Целиомонтан
Спурий Вергиний Трикост Целиомонтан (лат. Spurius Verginius Tricostus Caeliomontanus; V век до н. э.) — римский политический деятель из патрицианского рода Вергиниев, консул 456 года до н. э.
Спурий Вергиний был сыном Авла Вергиния Трикоста Целиомонтана, консула 494 года до н. э. Его коллегой по консульству стал Марк Валерий Максим Лактука. Пока действовали полномочия Вергиния и Валерия (456 год до н. э.), Рим не вёл войн. Главным событием стал закон, разрешавший плебеям и переселенцам застраивать и возделывать земли на Авентинском холме (lex Icilia).
Согласно Цензорину, именно в консультво Валерия и Вергиния состоялись первые Терентинские игры